# Nicolae Ciornîi
Nicolae Ciornîi (n. 24 august 1949, Lipețkoe, regiunea Odesa) este un businessman din Republica Moldova, vicepreședintele companiei „LUKOIL”, acționarul principal al „Chateau Vartely” și patronul clubului de fotbal FC Zimbru Chișinău. Este unul dintre cei mai bogați oameni din Republica Moldova.
Nicolae Ciornîi s-a născut în Ucraina, dar a lucrat vreme îndelungată în Moldova. La început a activat în sistemul de alimentație publică, iar din 1991 a condus Întreprinderea de Stat pentru Combustibil din R. Moldova (reorganizată în 1995 în compania „Tirex-Petrol”). A fost nemijlocit implicat în procesele de reorganizare a economiei naționale, după dispariția Uniunii Sovietice.
Locuiește de mai mulți ani la Moscova.
In 2008, holdingul „Agro Management Grоup”, proprietate a lui Nicolae Ciornîi, a cumpărat circa 10 mii ha de pământ în R. Moldova, pentru afaceri agricole. În anul 2007, holdingul a vândut produse proprii în valoare de 7-8 mln. euro, iar cifra de afaceri, inclusiv liniile de credit și investițiile valorificate, a fost de 30 mln. euro.
Din octombrie 2013 este vicepreședinte al băncii comerciale Moldova Agroindbank.